# 国立海軍航空博物館

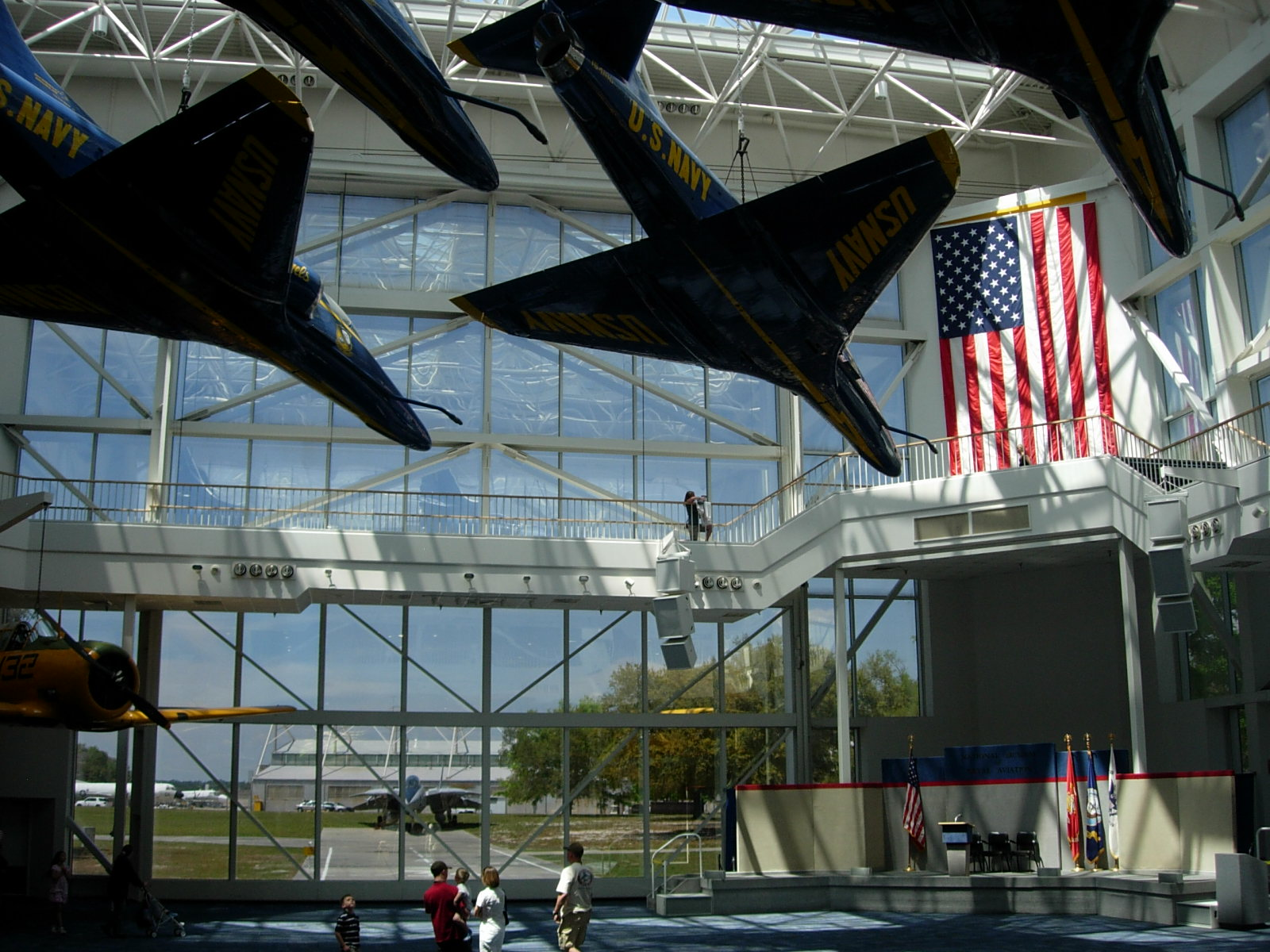
ブルー・エンジェルス展示室

国立海軍航空博物館（こくりつかいぐんこうくうはくぶつかん、National Naval Aviation Museum）は、アメリカ合衆国フロリダ州ペンサコーラ海軍航空基地にある航空および宇宙に関する博物館。1962年に開館した。

## 概要
その名のとおり、この博物館はアメリカ海軍（海兵隊、沿岸警備隊を含む）航空の歴史を記念するものである。150機以上の航空機、宇宙船が展示され、それには以下のものが含まれている。
- 三菱 零式艦上戦闘機二一型
- チャンス・ヴォート SB2Uヴィンディケイター
- カーティス P-40C-CU トマホーク Mk.IIb
- ブルーエンジェルスの先代の使用機であるA-4スカイホーク4機（ブルーエンジェルスはペンサコーラ基地を根拠地としている。）
- カーチス NC-4（初めて大西洋を横断した航空機）
- 沿岸警備隊のヘリコプター
- 各種複葉機
- K-47飛行船の司令ゴンドラと尾翼
- ジョージ・H・W・ブッシュ大統領が訓練を受けた航空機
- ジョージ・W・ブッシュ大統領が2003年に原子力空母「エイブラハム・リンカーン」に赴いたときに搭乗したS-3バイキング（ネイビーワン）。

これらの歴史的価値のある航空機は博物館の30,000 m2の館内展示スペースと、館外の37エーカーの敷地に展示されている。
それらの展示に加えて、博物館ではIMAX劇場、ミュージアム・ショップおよび喫茶室を運営している。また、博物館にはナショナル・フライト・アカデミーの本拠地が置かれ、第7学年から第12学年までの生徒に、航空宇宙に関する科学と数学の重要性について教える6日間のプログラムを提供している（これはエスカンビアおよびサンタローザ学区と提携している）。同アカデミーは、滞在中の生徒のための教室と宿泊用のスペースとして、博物館を245000平方フィート拡大することを計画している。
博物館は感謝祭、クリスマスと元日を除く、毎日午前9時から午後5時まで開館している。駐車場と博物館への入場は無料だが、寄付を受け付けている。館内にある劇場等の一部施設では別途入場料が必要となる。
3月から11月までの期間、大抵の火曜日と水曜日の朝には、天候次第で博物館からブルーエンジェルスの飛行展示訓練が見られる場合がある。飛行展示訓練の予定表はブルーエンジェルスのウェブサイトから閲覧可能である。
国立海軍航空博物館の現館長はブルーエンジェルスのメンバーでもあったロバート・L・ラスマッセン退役大佐である。大佐は著名なアーティストでもあり、館内の像の多くを手彫りで作成し、また油彩や水彩の絵画の多くも自ら描いている。